# Sasha Banks
Mercedes Justine Kaestner-Varnado, meglio conosciuta con i ring name Sasha Banks e Mercedes Moné (Fairfield, 26 gennaio 1992), è una wrestler statunitense sotto contratto con la All Elite Wrestling.
In carriera ha detenuto cinque volte il Raw Women's Championship, una volta lo SmackDown Women's Championship e tre volte il Women's Tag Team Championship (due con Bayley e una con Naomi), una volta l'NXT Women's Championship, una volta il TBS Championship e lo Strong Women's Championship.

## Carriera

### Circuito indipendente (2010–2012)
L'8 agosto 2010 Mercedes Kaestner ha debuttato nella New England Championship Wrestling, in coppia con Ivy, vincendo contro Ariel e Sammi Lane in un Tag Team match. Il 1º ottobre seguente ha fatto squadra con Nikki Roxx, perdendo contro Alexxis e Danny E. Tornò nella federazione il 4 settembre 2011, in coppia con Ivy, sconfiggendo Misstress Belmont e Veda Scott.

### WWE (2012–2022)

#### The BFFs (2012–2014)
Il 18 agosto 2012 Mercedes Kaestner annuncia di aver firmato un contratto di sviluppo con la WWE. Debutta nel settore di sviluppo di NXT nel corso di un house show con il ring name Mercedes KV, vincendo un tag team match insieme ad Audrey Marie contro Paige e Emma. Poco dopo cambia il ring name in Sasha Banks.
Nella puntata di NXT del 12 dicembre, fa il suo debutto televisivo come face, perdendo contro Paige. Successivamente viene inserita in una storyline dove riceve lettere di un ammiratore segreto, che alla fine si rivelerà essere Audrey Marie, che aggredisce Sasha nel corso della puntata del 20 febbraio di NXT, gelosa del successo della Banks. Quella stessa sera, Marie sconfigge Banks in un match. Il feud con Marie termina il 3 aprile a NXT, dove la Banks, in coppia con Paige, sconfigge Marie & Summer Rae. Il 19 giugno partecipa al torneo per l'assegnazione del titolo NXT Women's Championship, ma viene sconfitta da Rae al primo round.
Dopo settimane di condizionamenti da parte di Summer Rae, Sasha Banks aggredisce la campionessa NXT Women's Champion Paige mentre questa stava cercando di consolarla da una sconfitta che gli aveva inflitto, effettuando così un turn heel. Due settimane dopo a NXT, Banks sconfigge Bayley, con Summer Rae nel suo angolo. Dopo il match, Banks adotta la nuova gimmick di "The Boss". Banks & Rae, che si autodefiniscono "The Beautiful, Fierce Females (BFFs)", sconfiggono quindi Paige & Emma il 16 ottobre a NXT. Poco dopo a loro si aggiunge Charlotte. A seguito del passaggio di Rae al main roster nel gennaio 2014, Banks & Charlotte sconfiggono Bayley & Becky Lynch, ma subito dopo Charlotte abbandona la Banks lasciandola in balia di Bayley. Di conseguenza, Sasha Banks scioglie ufficialmente le BFFs in un segmento girato nel backstage quella sera stessa.

#### NXT Women's Champion (2012–2015)

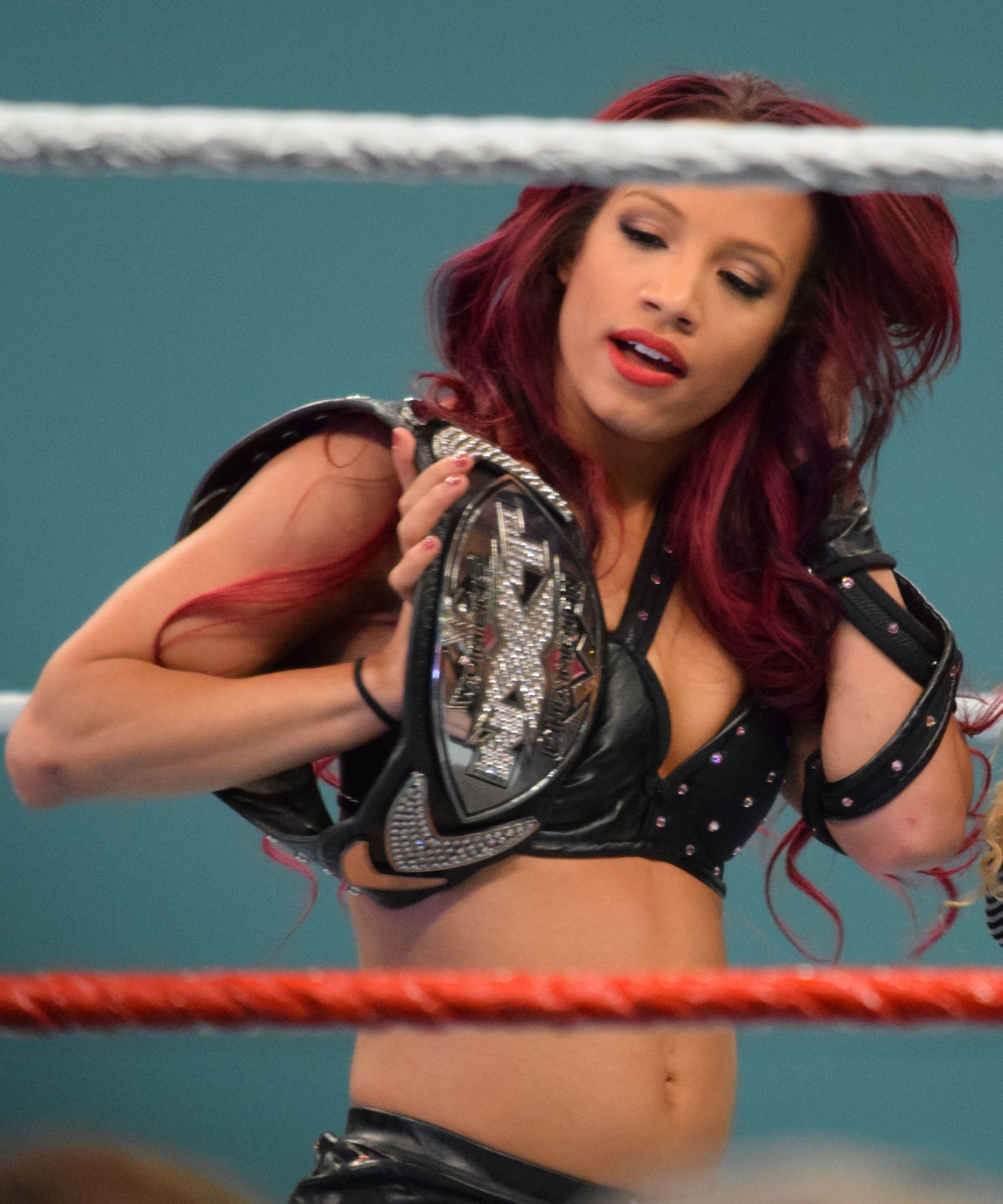
Sasha Banks con l'NXT Women's Championship nel marzo del 2015

Il 14 agosto a NXT, Banks perde un match con Bayley per determinare la prima sfidante al titolo NXT Women's Championship. A NXT TakeOver: Fatal 4-Way dell'11 settembre, Banks attacca Bayley dopo il suo title match con Charlotte, ma Charlotte Flair la ferma. Il 23 ottobre Becky Lynch tradisce Bayley e passa dalla parte della Banks. Inizia quindi un feud con la campionessa NXT Women's Charlotte, che sfocia in un incontro tra le due a NXT TakeOver: R Evolution, vinto da Charlotte.
Dopo altri infruttuosi tentativi, l'11 febbraio a NXT TakeOver: Rival, Sasha Banks riesce a conquistare l'NXT Women's Championship sconfiggendo Charlotte in un fatal four-way match che include anche Lynch e Bayley. Nella puntata dell'8 luglio di NXT, Banks combatte in coppia con Charlotte sconfiggendo Emma & Dana Brooke. Al termine del match, Charlotte sfida ufficialmente Banks a un incontro per il titolo NXT Women's Championship, e Sasha le concede l'opportunità. Si affrontano dunque la settimana successiva nell'episodio del 15 luglio di NXT, e Banks mantiene la cintura. Le due donne si abbracciano sul ring, con Charlotte che alza il braccio della Banks in segno di rispetto.
A NXT TakeOver: Brooklyn del 22 agosto, Banks cede il titolo NXT Women's Championship a Bayley, dopo un regno da campionessa durato 192 giorni. Nel rematch svoltosi a NXT TakeOver: Respect, Sasha viene nuovamente sconfitta da Bayley nel primo Iron man match femminile della storia della WWE. Questo sarà il suo ultimo incontro nella NXT prima di passare al roster principale.

#### Varie faide (2015–2016)

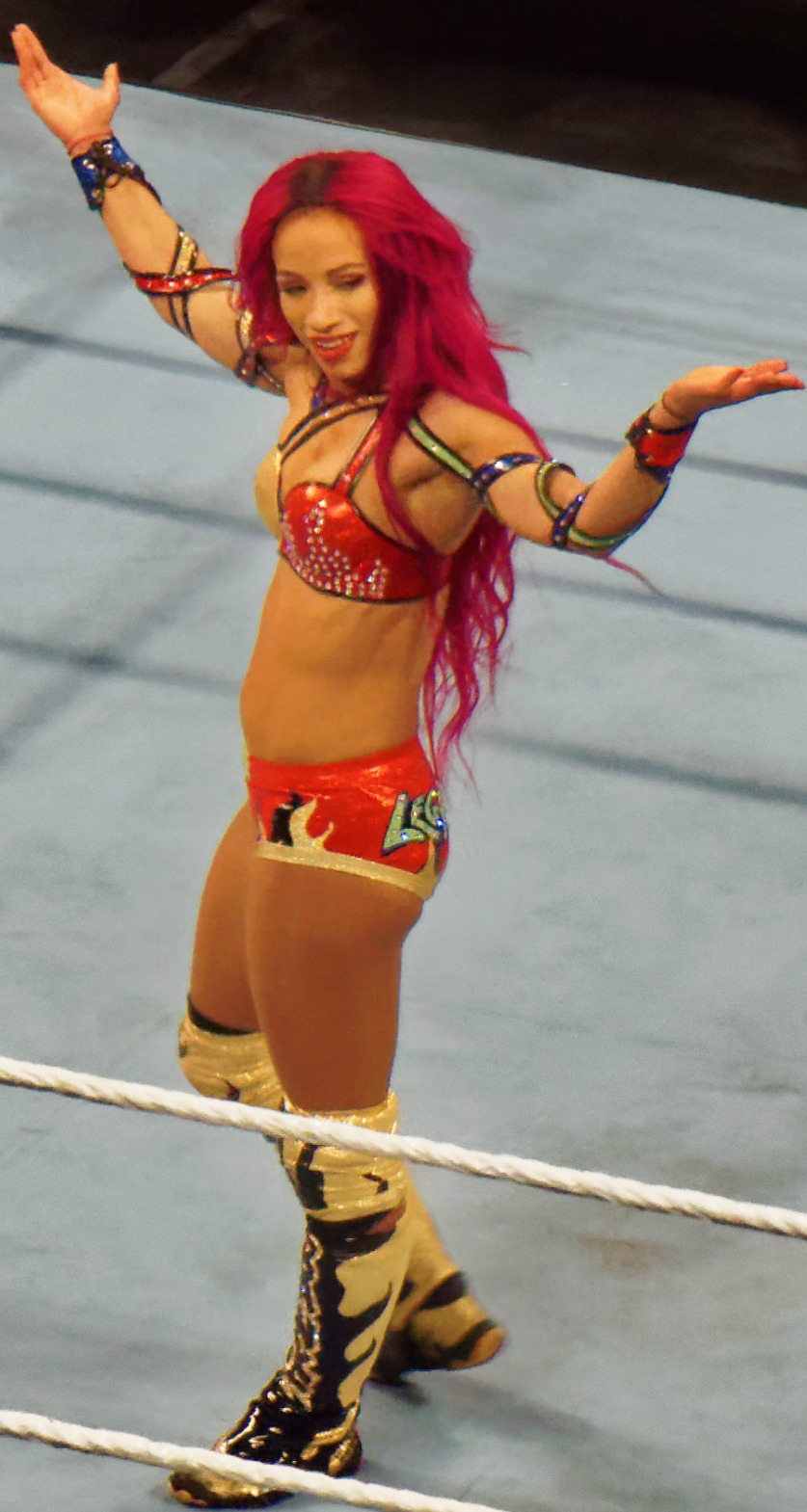
Sasha Banks ad una puntata di Raw nell'aprile del 2016

La prima apparizione della Banks nel roster principale della WWE è avvenuta nella puntata di Main Event del 30 dicembre 2014, dove viene sconfitta dalla campionessa NXT Women's Charlotte in un match non titolato.
Debutta ufficialmente nella puntata di Raw del 13 luglio 2015 insieme a Charlotte Flair e Becky Lynch, dopo che Stephanie McMahon ha affermato di voler "rivoluzionare" la divisione delle WWE Diva; mentre Lynch e Charlotte si sono alleate con Paige, che stava avendo una faida con il "Team Bella" (The Bella Twins e Alicia Fox), Banks ha formato un'alleanza con Tamina e Naomi nota come "Team B.A.D." ("Best at Dominating", rinominato in seguito "Beautiful and Dangerous"), partecipando alla rissa che è scaturita tra i tre team, stabilendosi come heel. Il 19 luglio a Battleground, Banks ha combattuto in un Triple threat match contro Brie Bella e Charlotte, vinto da quest'ultima. Il 23 agosto, a SummerSlam, il Team B.A.D. viene sconfitto dal Team PCB (Paige, Charlotte e Becky Lynch) e dal Team Bella (Alicia Fox, Brie Bella e Nikki Bella) in un Triple threat elimination tag team match, quando Tamina viene schienata da Brie. Il 2 novembre a Raw, Sasha partecipa insieme a Becky Lynch, Brie Bella e Paige al Fatal four-way match per decretare la sfidante di Charlotte per il Divas Championship, ma a vincere la contesa è Paige.
Dopo un infortunio che lascia fuori dal ring per qualche tempo, il 24 gennaio 2016 Sasha ritorna alla Royal Rumble, dove assale Charlotte. La sera seguente a Raw, durante un match contro Becky Lynch, le due vengono attaccate dalla stessa Charlotte. Nella puntata di Raw del 1º febbraio, sempre durante un match contro la Lynch, le due vengono attaccate da Tamina e Naomi, ma la Banks e la Lynch riescono a respingerle, effettuando un turn face; questo comporta la fuoriuscita dal Team B.A.D. da parte della Banks. Nella puntata di Raw del 29 febbraio, il match tra Sasha e Becky finisce con doppio schienamento; l'incontro era valevole per decretare la prima sfidante al titolo Divas Championship detenuto da Charlotte. Il 3 marzo a Smackdown, Sasha e Becky si riaffrontano, ma il match finisce in doppia squalifica a causa dell'interferenza di Charlotte; successivamente la WWE annuncia che le tre si affronteranno in un Triple threat match per il Divas Championship a WrestleMania 32. Il 3 aprile, a WrestleMania 32, il Divas Championship viene ritirato e sostituito dal Women's Championship, che però la Banks non riesce a vincere a causa dell'intervento di Ric Flair (padre di Charlotte), così la Flair rimane campionessa.

#### Raw Women's Champion (2016–2017)

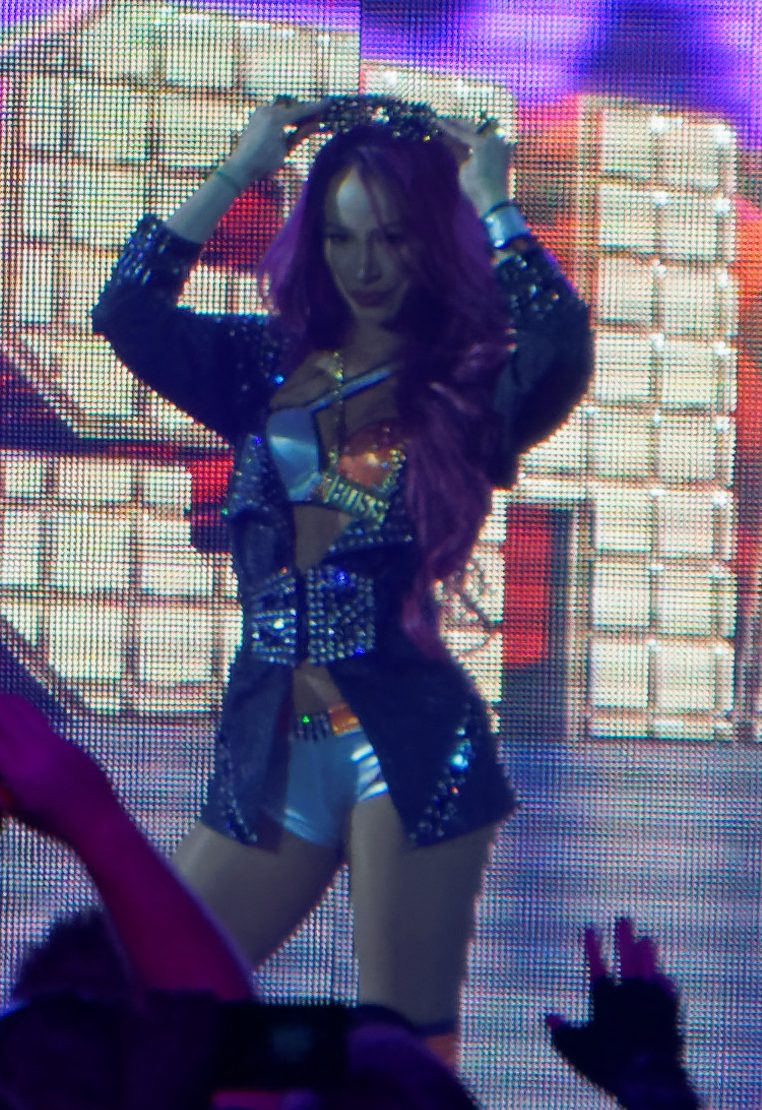
Sasha Banks ad un house show della WWE nel settembre del 2016

Il 24 luglio, a Battleground, Sasha Banks e la sua partner misteriosa, rivelatasi poi essere Bayley (da NXT), sconfiggono Charlotte Flair e Dana Brooke.
Nella puntata di Raw del 25 luglio (la prima dopo la Brand Extension), sconfigge Charlotte Flair e conquista il Raw Women's Championship. Il 30 luglio viene annunciato che Charlotte Flair avrà il suo rematch titolato a SummerSlam, sempre lo stesso giorno Sasha è la prima donna a classificarsi 1ª nel WWE power rankings, la classifica settimanale della WWE. Sasha ottiene dal GM Mick Foley un match contro Dana Brooke; se Sasha vincerà, la Brooke sarà bandita da bordo ring nel match titolato di SummerSlam contro Charlotte Flair; quella stessa sera, Sasha sconfigge Dana. Il 21 agosto a SummerSlam, però, Sasha viene sconfitta da Charlotte, perdendo dunque il Raw Women's Championship dopo neanche un mese. Successivamente la WWE annuncia che Sasha ha subito un infortunio alla schiena. Nella puntata di Raw del 5 settembre, durante un suo promo sul ring viene interrotta da Dana Brooke che prova ad attaccarla, ma Sasha la colpisce con la Bank Statement, comunicandole di essere guarita dall'infortunio è pronta al suo rematch per il Raw Women's Championship contro Charlotte Flair il 25 settembre a Clash of Champions. Nella puntata di Raw del 12 settembre, Sasha ha difeso con successo la sua title shot contro Charlotte Flair a Clash of Champions sconfiggendo sia Bayley che Dana Brooke in un Triple threat match. Tuttavia nella puntata di Raw del 19 settembre, Bayley viene aggiunta al match titolato, perché l'incontro della settimana precedente si era chiuso in un doppio schienamento non visto dall'arbitro, nella stessa sera Sasha e Bayley vengono sconfitte da Charlotte Flair e Dana Brooke. Il 25 settembre, a Clash of Champions, Sasha ha partecipato ad un Triple threat match per il Raw Women's Championship insieme a Bayley e alla campionessa Charlotte Flair ma è stata proprio quest'ultima a vincere l'incontro, mantenendo il titolo schienando Bayley.
Il 3 ottobre a Raw Sasha sconfigge nel main event Charlotte Flair e diventa per la seconda volta campionessa Raw Women's. Nella puntata di Raw del 10 ottobre, Sasha e lo United States Champion Roman Reigns sconfiggono Charlotte Flair e Rusev in un Mixed tag team match. Nella stessa puntata Sasha annuncia che per la prima volta nella storia della divisione femminile difenderà il suo titolo in un Hell in a cell match contro Charlotte il 30 ottobre al ppv Hell in a Cell. Il 30 ottobre, tuttavia, Sasha viene sconfitta da Charlotte. In seguito entra a far parte del team femminile dello show rosso alle Survivor Series, e in coppia con Bayley e Alicia Fox sconfigge Charlotte Flair, Dana Brooke e Nia Jax. Il 20 novembre a Survivor Series, Sasha partecipa al 5-on-5 Traditional Survivor Series Women's Elimination match come parte del "Team Raw" contro il "Team SmackDown", ma viene eliminata da Natalya, mentre il "Team Raw" si aggiudica l'incontro.
Nella puntata di Raw del 28 novembre, Sasha ha affrontato Charlotte Flair per il Raw Women's Championship ma l'incontro è terminato in un doppio count-out; per questo motivo, il General Manager Mick Foley ha fatto ripartire il match più tardi, quella sera, rendendolo un Falls Count Anywhere match, che Sasha ha vinto diventando campionessa per la terza volta, ricevendo le congratulazioni anche da parte di Ric Flair. Il 18 dicembre a Roadblock: End of the Line, Sasha viene sconfitta da Charlotte Flair in un 30-minute Iron Woman match per 3 a 2 (fuori tempo limite), perdendo il titolo dopo 20 giorni di regno. A Raw del 19 dicembre, Sasha si presenta sul ring in stampelle dicendo di volersi complimentare con la nuova campionessa Charlotte Flair chiamandola sul ring, ma al suo posto si presenta Nia Jax che attacca Sasha. Nella puntata di Raw del 23 gennaio, fingendosi infortunata, Sasha attacca Nia Jax con una stampella. Il 29 gennaio nel Kick-off della Royal Rumble, Sasha viene pesantemente sconfitta da Nia Jax. A Raw del 13 febbraio, distrae Charlotte Flair permettendo a Bayley di diventare la nuova campionessa Raw Women's. Costretta da Stephanie McMahon, Bayley affronta Sasha Banks venendo sconfitta; in questo modo Sasha si guadagna un posto nel match per il Raw Women's Championship tra Bayley e Charlotte Flair a WrestleMania 33. Il 2 aprile, a WrestleMania 33, Sasha partecipa al Fatal 4-Way Elimination match che include anche la campionessa Bayley, Charlotte Flair e Nia Jax, ma viene eliminata da Charlotte. Nel main event di Raw del 26 giugno, Sasha si aggiudica il primo Gauntlet match femminile eliminando per ultima Nia Jax, diventando prima sfidante al titolo Raw Women's Championship di Alexa Bliss. Il 9 luglio a Great Balls of Fire, Sasha ha affrontato Alexa Bliss per il Raw Women's Championship sconfiggendola per count-out e senza dunque il cambio di titolo. Il 20 agosto, a SummerSlam, Sasha riesce a sconfiggere Alexa Bliss conquistando il Raw Women's Championship per la quarta volta, tuttavia, lo perde dopo soli otto giorni nel rematch con la Bliss del 28 agosto.

#### Alleanza con Bayley (2018–2019)
Il 25 giugno 2018 a Raw, Sasha, Bayley e Ember Moon vengono sconfitte dalla Riott Squad; nel post match, Sasha viene brutalmente attaccata da Bayley, segnando di fatto la fine della loro amicizia. Nella puntata di Raw del 16 luglio, Sasha e Bayley sono state sconfitte da Alicia Fox e Dana Brooke per squalifica, quando la Banks e Bayley si attaccano l'un l'altra; in seguito nel backstage, le due si riconciliano. Nella puntata di Raw del 17 dicembre, Sasha partecipa ad un 8-Women Gauntlet match per decretare la contendente numero uno al Raw Women's Championship ed affrontare la campionessa Ronda Rousey la settimana successiva, ma viene eliminata per ultima da Natalya. Nella puntata di Raw del 7 gennaio 2019, Sasha interviene in un segmento sul ring dichiarando di voler sfidare Ronda Rousey per il Raw Women's Championship, affrontando poi Nia Jax per decretare la prima contendente al titolo, uscendone vittoriosa e guadagnandosi una title shot alla Royal Rumble. Il 27 gennaio, alla Royal Rumble, Sasha affronta la Rousey per il Raw Women's Championship, ma ne esce sconfitta. A Raw del 4 febbraio, Sasha e Bayley sconfiggono Alicia Fox e Nikki Cross, qualificandosi per l'Elimination Chamber match valido per i Women's Tag Team Championship da disputarsi nell'omonimo ppv. Il 17 febbraio, a Elimination Chamber, Bayley & Sasha Banks sconfiggono Carmella & Naomi, The IIconics, Mandy Rose & Sonya Deville, Nia Jax & Tamina e la Riott Squad nell'Elimination Chamber match diventando le prime detentrici dei Women's Tag Team Championship. Il 10 marzo, a Fastlane, Sasha e Bayley difendono con successo i titoli contro Nia Jax e Tamina. Il 7 aprile, a WrestleMania 35, Sasha e Bayley perdono le cinture contro le IIconics in un Fatal 4-Way Tag Team match che includeva anche le Divas of Doom e Nia Jax & Tamina.
Nel 2019 circolano speculazioni sul fatto che la Banks voglia lasciare la WWE. La lottatrice era fermamente convinta che lei e Bayley avrebbero avuto un lungo regno da campionesse per dare credibilità al WWE Women's Tag Team Championship, tuttavia, la coppia fu informata solo all'ultimo momento che avrebbe dovuto perdere le cinture a WrestleMania 35. Inoltre, colpita da forte depressione, chiese a Vince McMahon la risoluzione del contratto. McMahon non accettò la richiesta di dimissione, ma concesse alla Banks un po' di tempo libero per riconsiderare la sua carriera.
Dopo una pausa di quattro mesi, la Banks torna nella puntata del 12 agosto di Raw come personaggio heel, attaccando a tradimento Natalya dopo averla abbracciata e annientando Becky Lynch, in uno dei segmenti più brutali della storia femminile di Raw. In settembre si riunisce con l'allora campionessa SmackDown Women's Bayley, quando anche lei effettua un turn heel, e le due attaccano insieme Becky Lynch e Charlotte Flair. All'evento Clash of Champions Sasha affronta Becky Lynch per il titolo Raw Women's Championship, ma esce sconfitta per squalifica per aver aggredito l'arbitro. Il feud tra le due prosegue in un Hell in a Cell match, svoltosi il 6 ottobre in pay-per-view, nel quale la Lynch mantiene la cintura.
Per effetto del draft di ottobre Sasha Banks passa a SmackDown. Si prende quindi un'altra pausa a causa di un infortunio. Torna a SmackDown del 18 ottobre, mentre Bayley viene intervistata da The Miz. L'8 novembre viene annunciato che Sasha Banks sarà il capitano della squadra femminile di SmackDown alle Survivor Series. Al pay-per-view, la Banks resta l'ultima sopravvissuta della sua squadra nel Women's Survivor Series match, ma viene infine eliminata da Rhea Ripley del Team NXT.
Nella puntata del 20 marzo di SmackDown, Paige annuncia un six-way elimination match che si disputerà a WrestleMania 36 con in palio il titolo SmackDown Women's Championship di Bayley, nel quale viene inserita anche la Banks. All'evento, Bayley mantiene la cintura grazie all'aiuto della Banks.

#### SmackDown Women's Champion (2020–2021)
A Payback, Sasha e Bayley vengono sconfitte da Nia Jax e Shayna Baszler (appartenenti al roster di Raw) in un match valevole per il Women's Tag Team Championship, perdendo così le cinture. Nella puntata di SmackDown del 4 settembre, Sasha Banks e Bayley sono state nuovamente sconfitte da Nia Jax e Shayna Baszler in un re-match valevole per i titoli di coppia. Al termine dell'incontro, Bayley ha brutalmente attaccato Sasha Banks, infierendo sul ginocchio danneggiato della sua ex amica, sancendo di fatto la fine dell'alleanza con la "Boss". Nella puntata di SmackDown del 9 ottobre Sasha ha affrontato Bayley per lo SmackDown Women's Championship ma la Banks ha trionfato solo per squalifica e senza dunque il cambio di titolo. Il 25 ottobre, a Hell in a Cell, Sasha ha sconfitto Bayley in un Hell in a Cell match conquistando lo SmackDown Women's Championship per la prima volta, divenendo inoltre la 4ª Women's Triple Crown Champion e la 3ª Women's Grand Slam Champion. Nella puntata di SmackDown del 6 novembre Sasha ha difeso con successo il titolo contro Bayley nella rivincita di Hell in a Cell. Nella puntata di SmackDown dell'11 dicembre Sasha è stata sconfitta da Carmella per squalifica ma ha comunque mantenuto il titolo. Il 20 dicembre, a TLC: Tables, Ladders & Chairs, Sasha ha difeso con successo il titolo contro Carmella. Nella puntata di SmackDown del 22 dicembre (andata in onda il 25 dicembre 2020) Sasha e Bianca Belair hanno preso parte ad un Triple Threat Tag Team Elimination match per il Women's Tag Team Championship di Asuka e Charlotte Flair (appartenenti al roster di Raw) ma, dopo aver eliminato la coppia formata da Bayley e Carmella, vengono sconfitte dalle campionesse. Nella puntata di SmackDown del 22 gennaio 2021 Sasha ha sconfitto Reginald, l'assistente di Carmella, in un Intergender match. Il 31 gennaio, alla Royal Rumble, Sasha difese con successo il titolo per la seconda volta contro Carmella. Il 15 febbraio, a Elimination Chamber, Sasha e Bianca Belair affrontarono Nia Jax e Shayna Baszler per il Women's Tag Team Championship ma furono sconfitte. Il 21 marzo, a Fastlane, Sasha e Bianca affrontarono nuovamente senza successo la Jax e la Baszler per il Women's Tag Team Championship; nel post match, Sasha schiaffeggiò la Belair, delusa e irritata per la sconfitta, sancendo così il suo turn heel. A Wrestlemania 37 Sasha Banks è stata protagonista del main event della prima serata dove ha perso contro Bianca Belair che si è quindi laureata nuova campionessa.
Dopo una pausa di tre mesi e mezzo, la Banks ritorna nella puntata di SmackDown! del 30 luglio, dove aiuta Bianca Belair che stava venendo attaccata da Carmella e Zelina Vega. La sera stessa disputa un tag team match facendo coppia con la stessa campionessa di SmackDown! proprio contro Carmella e Zelina Vega; le due main eventer di WrestleMania 37 vincono, ma al termine del match, Sasha Banks attacca alle spalle la Belair, chiudendola nella Bank Statement, effettuando di fatto ufficialmente un turn heel che era nell'aria dopo che già a Fastlane la Banks aveva litigato e attaccato la Belair.
Nella puntata di SmackDown! del 6 agosto, la Banks tiene un segmento nel quale afferma di essere tornata solo per farla pagare a Bianca per le continue mancanze di rispetto e ingratitudine, manifestando a chiare lettere le sue intenzioni di riappropriarsi del titolo femminile di SmackDown! perso a WrestleMania 37. Nella puntata di SmackDown! del 13 agosto, Sasha Banks firma assieme a Bianca Belair il contratto che ufficializza il loro match a SummerSlam valevole per il titolo femminile di SmackDown!. Ma la Boss tende una trappola alla Belair, chiamando con sé Carmella e Zelina Vega come "testimoni", il tutto per ingabbiare la campionessa ed attaccarla poi brutalmente dopo la firma del contratto.

### New Japan Pro-Wrestling (2023)
Il 4 gennaio 2023 esordì nel corso di Wrestle Kingdom 17 , dove sfidò Kairi, la detentrice dell'IWGP Women's Championship. Il 18 febbraio 2023 debuttò all'evento NJPW Battle in The Valley dove sconfigge Kairi vincendo l'IWGP Women's Championship.
Il 28 aprile 2023, la New Japan Pro-Wrestling annunciò la sua partecipazione ad un torneo a quattro donne il 21 maggio per l'evento Resurgence per incoronare la prima Strong Women's Champion. All'evento, riuscì a battere Stephanie Vaquer in semifinale ma perse in finale contro Willow Nightingale.

## Vita privata
È cugina del rapper Snoop Dogg.
Sposata con Sarath Ton, meglio conosciuto come Kid Mikaze, che lavora in WWE come disegnatore di costumi, le nozze si sono celebrate il 4 agosto 2016 a Malibù davanti a circa 1000 invitati.
Nel 2020 è stata protagonista di una spiacevole vicenda in cui il collega Sammy Guevara, quattro anni prima, durante un podcast di commento a Raw, aveva dichiarato, probabilmente in chiave goliardica per via della bellezza della Banks, di volerla "violentare"; parole che sono arrivate alla diretta interessata, la quale con un post su Twitter ha dichiarato di aver parlato apertamente con il suo collega, invitando chiunque a prestare attenzione alle parole usate, a prescindere da intenti goliardici o meno, perché queste possono diventare messaggi pericolosi e negativi. Sammy Guevara si è poi scusato anche pubblicamente sui social con la sua collega per quanto dichiarato.

## Personaggio

### Mosse finali
- Come Mercedes KV
  - Roundhouse kick
  - Wheelbarrow bulldog

- Come Sasha Banks

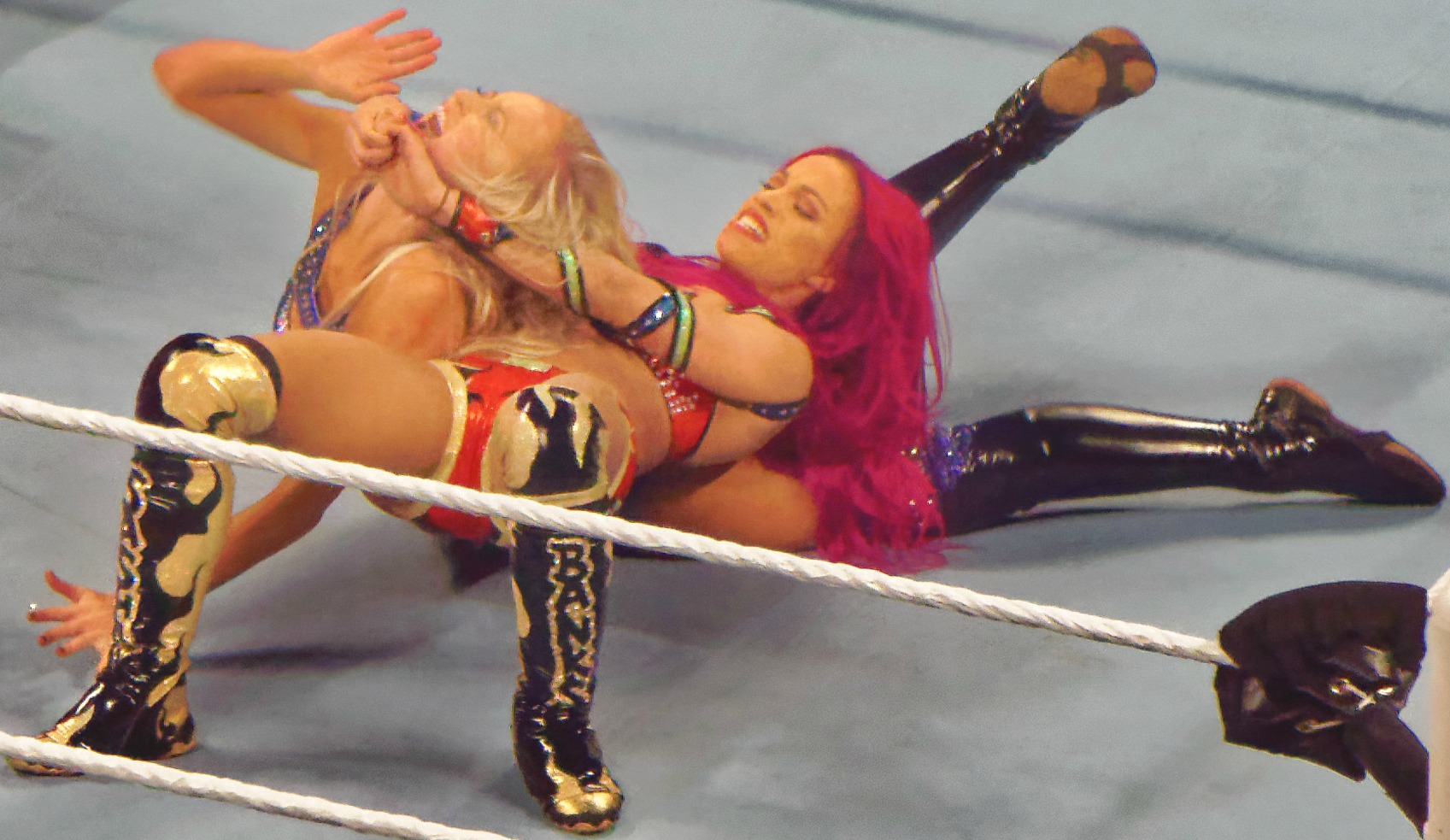
Sasha Banks mentre esegue la Bank Statement su Summer Rae

  - Banks Statement (Bridging crossface preceduta da una Double knee backbreaker)

### Soprannomi
- "2 Beltz Banks"
- "The Blueprint"
- "The Boss"
- "The CEO"[49]
- "The Legit Boss"
- "The Role Model"
- "The Standard"

## Titoli e riconoscimenti
- All Elite Wrestling
  - AEW TBS Championship (1)[50]
- Chaotic Wrestling
  - Chaotic Wrestling Women's Championship (1)
- ESPY Awards

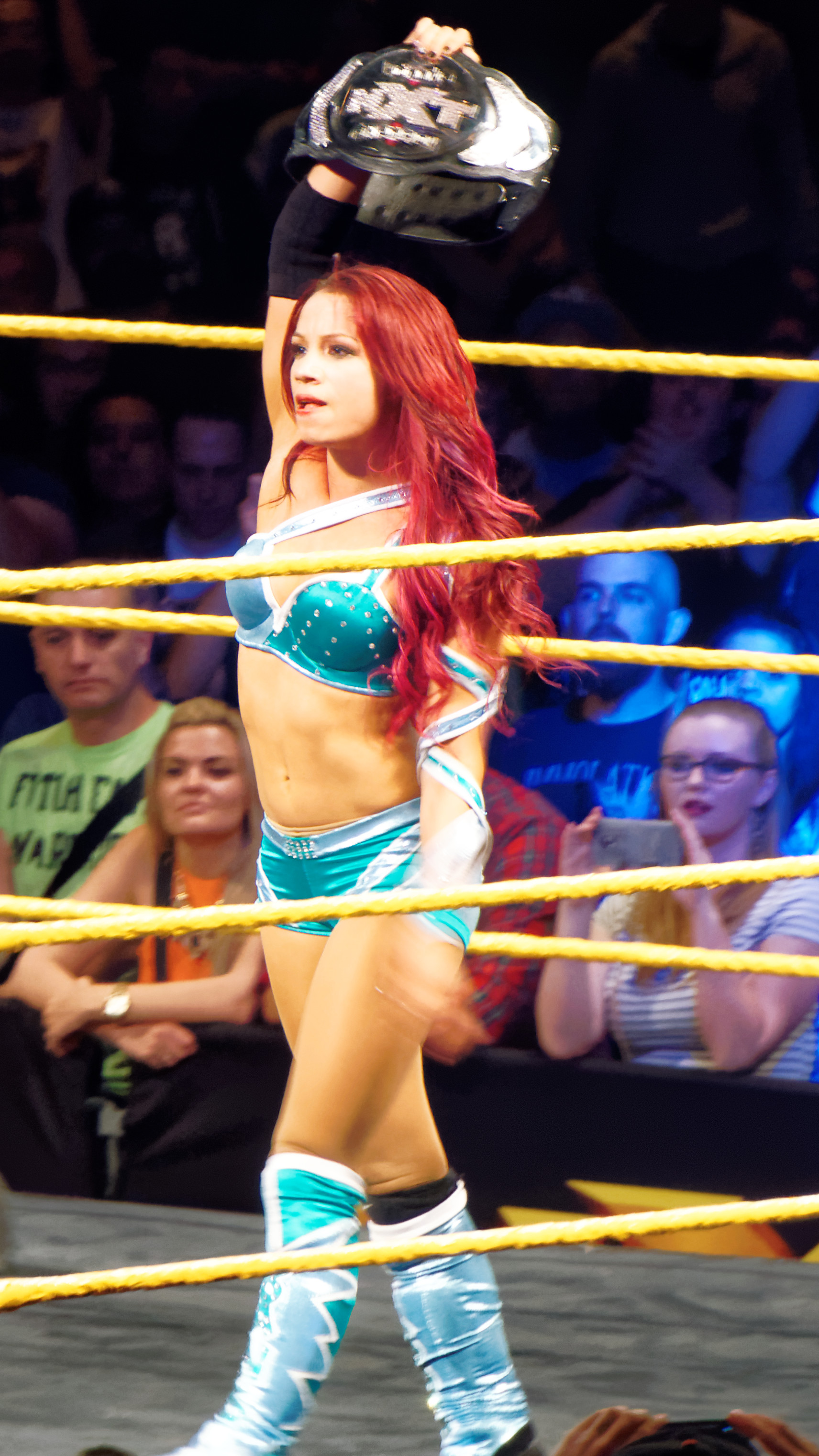
Sasha Banks con l'NXT Women's Championship, titolo che ha detenuto una volta con 192 giorni di regno

  - Best WWE Moment (2021) - con Bianca Belair per il primo main event tra due afroamericane nella prima serata di WrestleMania 37
- Independent Wrestling Entertainment
  - IWE Women's Championship (1)
- New Japan Pro-Wrestling
  - IWGP Women's Championship (1)[43]
- Pro Wrestling Illustrated
  - Feud of the Year (2016) - vs. Charlotte Flair
  - Match of the Year (2015) - vs. Bayley ad NXT TakeOver: Brooklyn
  - Woman of the Year (2015)
  - 2ª tra le 50 migliori wrestler femminili nella PWI Female 50 (2016)[51]
  - 3ª tra i 50 migliori tag team nella PWI Tag Team 50 (2020) - con Bayley
- Ring Wars Carolina
  - RWC No Limits Championshp (1)
- Rolling Stone
  - Future Diva of the Year (2015)
  - NXT Match of the Year (2015) - vs. Bayley ad NXT TakeOver: Brooklyn
  - NXT Title Feud of the Year (2015) - vs. Bayley
- Sports Illustrated
  - 8ª tra le 30 migliori wrestler femminili (2019)
- Teen Choice Awards
  - Choice Female Athlete (2017)
- WWE
  - WWE Raw Women's Championship (5)[52]
  - WWE Women's Tag Team Championship (3) – con Bayley (2) e Naomi (1)
  - WWE SmackDown Women's Championship (1)
  - NXT Women's Championship (1)
  - Women's Triple Crown Champion
  - Women's Grand Slam Champion
  - NXT Year-End Award (1)
    - Match of the Year (edizione 2015) - vs. Bayley ad NXT TakeOver: Brooklyn

  - Slammy Award (1)
    - Female Superstar of the Year (edizione 2020)
- Wrestling Observer Newsletter
  - Worst Feud of the Year (2015) - Team B.A.D. vs. Team Bella vs. Team PCB
  - Worst Feud of the Year (2018) - vs. Bayley

## Filmografia

### Cinema
- The Collective, regia di Tom DeNucci (2023)

### Televisione
- The Mandalorian - serie TV, 5 episodi (2020-incorso)

## Doppiatrici italiane
Nelle versioni in italiano delle opere in cui ha recitato, Mercedes Varnado è stata doppiata da:
- Perla Liberatori in The Collective